# Тужне ми ноћи
Тужне ми ноћи је дебитантски албум словеначког поп-фолк певача српског порекла Роберта Бијелића, издат 2014. године за Вујин рекордс. Све песме на албуму радили су Немања Видачковић и Горан Кројторовић.

## Списак песама
Аутор(и) свих текстова: Горан Кројторовић, аутор(и) свих песама: Немања Видачковић.
| №  | Назив                  | Трајање |  |
| 1. | Тужне ми ноћи          |         |  |
| 2. | Запалимо клубове       |         |  |
| 3. | Пролазе с тобом године |         |  |
| 4. | Луди град              |         |  |
| 5. | Стани                  |         |  |
| 6. | Све бих дао            |         |  |
| 7. | Дођи ми, приђи ми      |         |  |
| 8. | Знам                   |         |  |